# Lorena Andrea
Lorena Andrea Mateo (Londra, 12 aprile 1994) è un'attrice britannica, nota al grande pubblico per il ruolo di suor Lilith nella serie televisiva Warrior Nun.

## Biografia
Nata a Londra, nel Regno Unito, ha origini spagnole ed inglesi, tanto che parla entrambe le lingue fluentemente. Ha vissuto in Spagna per tre anni della sua vita, prima in tornare a vivere in Inghilterra. Sin dalla tenera età comincia a studiare recitazione, formandosi alla Anna Scher Theatre, a Islington.
Nel 2016, ottiene il suo primo ruolo cinematografico nel lungometraggio Jesters, dove interpreta Sofia, una studentessa colombiana. Nel 2017, invece, aderisce ad altri progetti, tra i quali: Unhinged e House on Elm Lake. Inoltre, lo stesso anno, prende parte a Papillon, un riadattamento cinematografico di Michael Noer dell'omonimo film del 1973. Nel 2019, partecipa al lungometraggio western No Man's Land.
Nel 2020, entra a far parte della serie televisiva fantasy Warrior Nun, dove ha interpretato il ruolo di suor Lilith nelle prime due stagioni, fino al 2022. Nel 2023, entra a far parte del live action La sirenetta, prodotto dalla Walt Disney Company, affiancando Halle Bailey, Jonah Hauer-King, Melissa McCarthy e Javier Bardem: il suo ruolo è quello di Perla, una delle sei sorelle della protagonista Ariel.

## Vita privata
Per diversi anni è stata una nuotatrice agonistica e membro dell'Anaconda Swimming Club, nei pressi di Tufnell Park.

## Filmografia

### Cinema
- Papillon, regia di Michael Noer (2017)
- House on Elm Lake, regia di James Klass (2017)
- Unhinged, regia di Dan Allen (2018)
- Jesters, regia di Vince Gade (2018)
- No Man's Land, regia di Micah Lyons (2019)
- Infamous Six, regia di Anthony Hickox (2020)
- La sirenetta (The Little Mermaid), regia di Rob Marshall (2023)
- Biancaneve (Snow White), regia di Marc Webb (2025)

### Televisione
- Warrior Nun – serie TV, 17 episodi (2020-2022)

### Cortometraggi
- Lia, regia di Ethosheia Hylton (2015)
- Salaam-StDenis2015, regia di Federica Pacifico (2016)
- Signs of Silence, regia di R.M. Moses (2016)
- Lithium, regia di R.M. Moses (2016)
- Grace of Mine, regia di R.M. Moses (2017)

## Doppiatrici italiane
Nelle versioni in italiano delle opere in cui ha recitato, Lorena Andrea è stata doppiata da:
- Jolanda Granato[8] in Warrior Nun[9]
- Federica Russello[10] in La Sirenetta[11]
- Alessandra Gentile in Biancaneve